# 1000 lat po Ziemi
1000 lat po Ziemi (ang. After Earth) – amerykański film fantastycznonaukowy z 2013 roku w reżyserii M. Nighta Shyamalana. Wyprodukowany przez Columbia Pictures.
Światowa premiera filmu miała miejsce 31 maja 2013 roku, zaś w Polsce odbyła się 14 czerwca 2013 roku.

## Fabuła
Akcja filmu rozgrywa się w przyszłości odległej o tysiąc lat. Ziemia jest opuszczona i niekiedy straszna. Pewnego dnia rozbija się na niej statek, w którym podróżują chłopiec i jego ojciec. Od chłopca będzie zależało, czy uda mu się ocalić siebie i ojca.

## Obsada
- Will Smith – Cypher Raige
- Jaden Smith – Kitai Raige
- Isabelle Fuhrman – Ryana
- Zoë Kravitz – córka
- Sophie Okonedo – żona
- Diego Klattenhoff – strażnik weteran